# Хуан Хельман
Хуа́н Хе́льман (ісп. Juan Gelman, 3 травня 1930 року, Буенос-Айрес — 14 січня 2014 року, Мехіко) — аргентинський поет .

## Біографія
Хуан Хельман Буріхсон народився 3 травня 1930 року в мікрорайоні Вілла Креспо в Буенос-Айресі в родині єврейського іммігранта з України. Його батько Хосе Хельман був революціонером, який брав участь у революції 1905 року в Російській імперії. Він іммігрував до Аргентини, повернувся незабаром після жовтневого перевороту, а потім повернувся до Аргентини назавжди.
Хельман навчився читати, коли йому було три роки, і більшу частину дитинства проводив за читанням та грою у футбол. Інтерес до поезії розвинувся під впливом його брата Бориса.
Він був членом кількох літературних колективів, а згодом став журналістом. Він працював перекладачем в ООН, завжди був політичним активістом. У 1975 році Хельман став учасником «Монтонерос», а згодом відсторонився від групи. Після аргентинського перевороту 1976 року він змушений був залишити Аргентину. У 1976 році його сина Марсело та вагітну невістку Марію Клавдію, віком 20 та 19 років, викрали з дому. Вони стали двома з 30 000 десапаресідо, людей, які насильно «зникли» безслідно під час правління військової хунти. У 1990 році Хельмана привели до останків сина (його стратили і поховали в бочці, наповненій піском і цементом), а через роки, у 2000 році, він зміг відстежити свою онучку, народжену у притулку та передану провладній родині в Уругваї .
Під час свого тривалого заслання Хельман жив у Європі до 1988 року, потім у США, а пізніше в Мексиці зі своєю дружиною, аргентинським психологом Марою Ла Мадрид.
Хельман помер у 83 роки від ускладнень з прелейкемією в Мехіко. Президент Аргентини Крістіна Фернандес де Кіршнер оголосив три дні національного трауру.

## Досягнення
У 1997 році Хельман отримав аргентинську національну премію, як визнання за його працю. У 2007 році письменник отримав премію Сервантеса. Він також мав блискучу кар'єру журналіста, до своєї смерті писав для аргентинської газети Pagina / 12 .

## Творчість
Він опублікував понад двадцять книг поезії.
Хуан Хельман залишив архів, до якого входять чернетки творів та колекцію файлів, які він зберігав. Архів доступний для дослідження у відділі рукописів у відділі рідкісних книг та спеціальних колекціях Принстонського університету.

## Твори
- Немислима ніжність: вибрані вірші, переклад .: Джоан Ліндгрен, Університет Каліфорнії Прес, 1997
- Вірші Сідні Вест, переклад .: Кетрін М. Гедін та Віктор Родрігес Нуньєс, Солоне видавництво, 2009 р.
- Між словами : Публічний лист Хуана Хельмана, переклад .: Ліза Роуз Бредфорд, CIAL, 2010
- Коментарі та цитати, переклад .: Ліза Роуз Бредфорд, Коїмбраційні видання, Поезія у перекладі, 2011 р.
- Солов'ї знову, переклад .: JS Tennant, в MPT Review, серія 3 вип. 11 кордон, 2011 рік
- Com / позиції, переклад .: Ліза Роуз Бредфорд, видання Coimbra, Поезія в перекладі, 2013

#### Поезія
- Violín y otras cuestiones, Буенос-Айрес, Глейзер, 1956.
- El juego en que andamos, Буенос-Айрес, Nueva Expressionón, 1959.
- Велоріо дель соло, Буенос-Айрес, Нуева Експресіон, 1961.
- Готан (1956—1962), Буенос-Айрес, La Rosa Blindada, 1962. (Neuauflage 1996)
- Cólera Buey, La Habana, La Tertulia, 1965. (Neuauflage 1994)
- Los poemas de Sidney West, Буенос-Айрес, Галерна, 1969 рік. (Neuauflage 1995)
- Фабулас, Буенос-Айрес, Ла-Роза Бліндада, 1971 рік.
- Relaciones, Буенос-Айрес, La Rosa Blindada, 1973 рік.
- Hechos y Relaciones, Барселона, Люмен, 1980.
- Si dulcemente, Барселона, Люмен, 1980.
- Citas y Comentarios, Visor Madrid, 1982.
- Hacia el Sur, México, Marcha, 1982.
- Com / posiciones (1983—1984), Барселона, Ediciones del Mall, 1986.
- Interrupciones I, Буенос-Айрес, Libros de Tierra Firme, 1986 рік.
- Interrupciones II, Буенос-Айрес, Libros de Tierra Firme, 1988.
- Anunciaciones, Madrid, Visor, 1988.
- Carta a mi madre, Буенос-Айрес, Libros de Tierra Firme, 1989.
- Dibaxu, Буенос-Айрес, Seix Barral, 1994.
- Salarios del impío, Буенос-Айрес, Ліброс-де-Тірра Фірме, 1993 рік.
- Комплектант, Буенос-Айрес, Сейкс Барал, 1997.
- Tantear la noche, Лансароте, Fundación César Manrique, 2000.
- Valer la pena, Буенос-Айрес, Seix Barral, 2001.
- País que fue será, Буенос-Айрес, Seix Barral, 2004.
- Mundar, Буенос-Айрес, Seix Barral, 2007.
- De atrásalante en su porfía, Мадрид, Козирок та Буенос-Айрес, Seix Barral, 2009
- Ель-Емперрадо-Корасон-Амора, Барселона, Тускетс і Буенос-Айрес, Шекс-Барраль, 2011

#### Антології
- Поеми, Каса-де-лас-америкас, Ла-Хабана, 1960 рік.
- Obra poética, Corregidor, Буенос-Айрес, 1975.
- Poesía, Casa de las Américas, La Habana, 1985.
- Antología poética, Vintén, Montevideo, (1993).
- Antología personal, Desde la Gente, Instituto Movilizador de Fondos Cooperativos, Буенос-Айрес, 1993 рік.
- En abierta oscuridad, Siglo XXI, México, 1993.
- Antología poética, Espasa Calpe, Буенос-Айрес, 1994.
- Де Палабра (1971—1987). Prefazione di Julio Cortázar, Visor, Мадрид, 1994 рік.
- Oficio Ardiente (2005), Patrimonio Nacional y la Universidad de Salamanca.
- Fulgor del aire (2007), LOM Ediciones, Сантьяго дель Чилі
- De palabra: Poesía III (1973—1989) (2008), Visor Libros, Мадрид
- Bajo la luvia ajena (2009), Seix Barral, Барселона

#### Проза
- Prosa de prensa, Ediciones B, España, 1997
- Ni el flaco perdón de Dios / Hijos de desaparecidos (coautore con Mara La Madrid), Планета, Буенос-Айрес, 1997
- Nueva prosa de prensa, Ediciones B Аргентина, Буенос-Айрес, 1999 рік
- Афганістан / Ірак: el imperio empantanado, Буенос-Айрес, 2001р
- Мірадас, Сейкс Барал, Буенос-Айрес, 2005
- Escritos urgentes, Capital Intelektual, Буенос-Айрес, 2009
- Escritos urgentes II, Капітальний інтелектуал, Буенос-Айрес, 2010
- El ciempiés y la araña, ilustraciones de Eleonora Arroyo, столичний інтелектуал, México, 2011

### Критика
- Розум, що стоїть під дією страйку [Архівовано 1 червня 2020 у Wayback Machine.] витраченого матчу / Ернан Фонтане [Архівовано 1 червня 2020 у Wayback Machine.], 2019.
- Juan Gelman y su tiempo: Historias, poemas y reflexiones [Архівовано 19 квітня 2019 у Wayback Machine.] / Hernán Fontanet [Архівовано 1 червня 2020 у Wayback Machine.], 2015.
- Хельман. [Архівовано 23 жовтня 2020 у Wayback Machine.] Un poeta y su vida [Архівовано 23 жовтня 2020 у Wayback Machine.] / Ернан Фонтане [Архівовано 1 червня 2020 у Wayback Machine.], 2015.
- Хуан Хельман: esperanza, utopía y resistencia / Пабло Монтанаро, 2006
- La escritura del duelo en la poesía de Juan Gelman / Geneviève Fabry, 2005
- El llamado de los desaparecidos: sobre la poesía de Juan Gelman / Edmundo Gómez Mango, 2004
- Хуан Хельман y la nueva poesía hispanoamericana / Мігель Корреа Мужика, 2001
- Хуан Хельман: poesía de sombra de la memoria / Олена Тамарго Кордеро, 2000
- Acercamientos a Juan Gelman / Хосе Бру, 2000
- Палабра де Хельман: en entrevistas y notas periodísticas / Пабло Монтанаро, 1998
- La poesía de Gelman: cuando surgen las palabras "/ Даніель Фрейдберг, 1997
- Хуан Хельман: las estrategias de la otredad: heteronimia, intertextualidad, traducción / María del Carmen Sillato, 1996
- Como temblor del aire: la poesía de Juan Gelman, ensayos críticos / Lilián Uribe, 1995
- Хуан Хельман: contra las fabulaciones del mundo / Miguel Dalmaroni, 1993
- Conversaciones con Хуан Хельман: contraderrota, Montoneros y la revolución perdida / Роберто Меро, 1987
- La poesía de Juan Gelman o la ternura desatada / Hugo Achugar, 1985
- Хуан Хельман, poeta argentino / Beatriz Varela de Rozas, 2004